# Campeonato Venezolano de Estados de Rugby
El Campeonato Nacional de Selecciones de Estado es una competición de rugby 15 anual entre selecciones de varios estados de Venezuela. En 2016, el torneo se jugará entre el 31 de marzo y el 6 de agosto de 2016.

## Historia
Fue creado en 2012 por la Federación Venezolana de Rugby. La edición 2013 se jugó después de haber terminado el Campeonato Nacional de Clubes y compitieron los estados Aragua, Bolívar, Carabobo, Distrito Capital, Lara, Mérida, Miranda, Monagas, Nueva Esparta, Táchira, Trujillo y Zulia.
El campeonato no fue disputado en 2014 y 2015. En 2016, la tercera edición se celebrará intercalado con el Campeonato Nacional de Clubes.

## Formato de competición
La edición 2016 tendría 14 equipos divididos en tres divisiones con un formato de una sola vuelta. Habrán partidos finales para definir los campeones de cada división y la ubicación final en el ranking nacional.
Las categorías del torneo son masculina adulta y masculina M-18.

## Campeones
| Año  | Estado        |
| 2012 | Zulia         |
| 2013 | Zulia         |
| 2014 | No se realizó |
| 2015 | No se realizó |
| 2016 | A definir     |